# Charlotte de Robespierre
Pour les articles homonymes, voir Robespierre et Robespierre (homonymie).
 (mai 2015).
Marie Marguerite Charlotte de Robespierre, née le 5 février 1760 à Arras et morte à Paris le 1er août 1834, est la fille de François de Robespierre et de Jacqueline Marguerite Carraut et la sœur des révolutionnaires Maximilien et Augustin de Robespierre.

## Biographie

### Jeunesse
Fille de Maximilien Barthélemy François de Robespierre (1732-1777), avocat au Conseil supérieur d'Artois, et de Jacqueline Marguerite Carraut (1735-1764), Marie Marguerite Charlotte naît le 5 février 1760 à Arras. Ondoyée le 6 février, elle est baptisée le 8 février à la paroisse Saint-Étienne d'Arras,,.
À la mort de sa mère et lorsque son père disparut, elle fut confiée, ainsi que sa jeune sœur Henriette, à ses tantes paternelles (Maximilien et Augustin de Robespierre furent confiés à leurs grands-parents maternels). À l'âge de huit ans, elle entra, avec sa sœur, comme boursière dans une institution chargée d'éduquer les jeunes filles venant de bonnes familles, mais pauvres.
Elle quitta cette institution à l'âge de vingt-et-un ans et emménagea avec son frère aîné, Maximilien, qui venait d'obtenir sa licence de droit au collège Louis-le-Grand (à Paris). Ils vécurent ensemble jusqu'au début de la Révolution.
Lorsque Maximilien de Robespierre fut élu député du Tiers État et partit aux États généraux de Versailles, elle demeura à Arras et vécut avec son frère Augustin qui venait d'achever ses études.

### Révolution française
En 1792, Maximilien de Robespierre, qui avait emménagé chez les Duplay en 1791, proposa à sa sœur et son frère de le rejoindre chez le menuisier. Les relations entre la sœur de l'Incorruptible et l'épouse de Maurice Duplay se gâtèrent rapidement.
Charlotte convainquit son frère aîné de quitter la famille du menuisier et d'emménager avec elle dans un appartement situé rue Saint-Florentin. Maximilien de Robespierre accepta, mais tomba rapidement malade. Selon les mémoires de Charlotte, Madame Duplay serait alors intervenue et l'Incorruptible regagna le logement des Duplay rue Saint-Honoré.
Vers la même époque, Fouché aurait proposé à Charlotte de Robespierre de l'épouser, mais ce projet ne se concrétisa pas, car Maximilien s'y opposa. Dans ses mémoires, Charlotte évoque comme raison de leur rupture les exactions commises par Fouché dans les départements où il avait été envoyé.
Charlotte accompagna son frère Augustin lorsque celui-ci fut envoyé en tant que représentant de l'Assemblée nationale à Toulon et à Nice.
C'est d'ailleurs lors de ce voyage qu'elle se brouilla totalement avec son frère cadet.
Elle fut ramenée à Arras sur la demande de son frère aîné, Maximilien. Elle revint pourtant de son propre gré à Paris et alla s'installer chez une amie.
Se croyant menacée après la chute de son frère, elle changea de nom et se cacha ailleurs. Découverte, elle fut arrêtée. Lors de son interrogatoire, invitée à dire si elle était au courant de la conjuration, elle s'empressa de déclarer qu'elle « ignorait totalement cette infernale conspiration » et que « si elle se fût doutée du complot infâme qui se tramait, elle l'eût dénoncé plutôt que de voir perdre son pays ». Elle fut libérée au bout d'une quinzaine de jours d'emprisonnement par le Comité de sûreté générale thermidorien.
Une fois sortie de prison, elle alla habiter chez des amis, le citoyen Mathon et sa fille qui, comme l'affirme Laponneraye dans la préface des Mémoires de Charlotte Robespierre, aimait Charlotte comme si elle eût été sa mère.

### Dernières années
À partir de 1803, elle perçut, non une pension, mais une aide périodique sur décision de Bonaparte qui l'imputa aux débits des comptes spéciaux du ministère de la Police générale dirigé par Fouché, et sur instigation de ce dernier. Bien que diminuée, cette aide fut maintenue par les gouvernements successifs.
Ayant survécu quarante ans à ses deux frères, elle s'acharna à reconstruire après coup ce qui n'existait plus en l'an II. Elle écrivit notamment pendant des années ses mémoires et ceux de ses deux frères, pour les faire revivre dans l'histoire.
Elle mourut sous la monarchie de Juillet, à l'âge de 74 ans, chez Monsieur Mathon puis sa fille qui l'hébergeaient depuis messidor an II et à qui elle légua quelques modestes meubles et effets personnels : « point d'immeubles, point de rentes sur l'État, point de capitaux ».
Ses obsèques eurent lieu le dimanche 3 août 1834. Elle fut enterrée au cimetière du Montparnasse. À l'issue de la période trentenaire, sa tombe fut relevée.
Albert Laponneraye la transfigura en prêtresse du robespierrisme.

## Dans la fiction
Charlotte de Robespierre apparaît comme personnage du film Les Visiteurs : La Révolution (2016), sous les traits de Sylvie Testud.

## Publication
- Charlotte Robespierre, Mémoires de Charlotte Robespierre sur ses deux frères, Paris, au Dépôt central, 1835, 183 p. (lire en ligne). Réédition : Nouveau Monde éditions, 2006.